# 里德巴赫河 (馬特維斯帕河支流)
46°11′07″N 7°48′32″E / 46.18522°N 7.80890°E

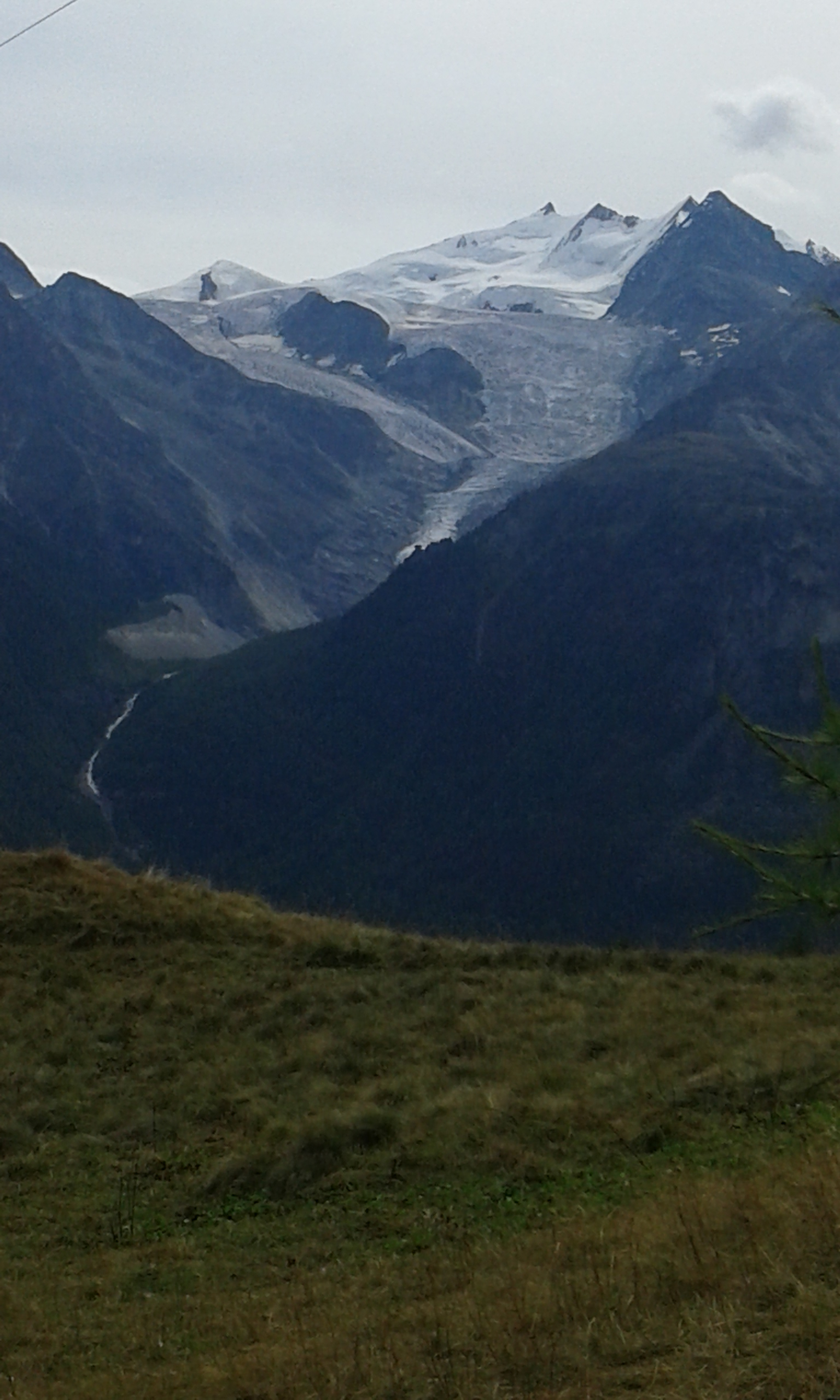

里德巴赫河是瑞士的河流，位於該國西南部，流經瓦萊州，屬於馬特維斯帕河的支流，河道全長4.8公里，河畔城鎮有聖尼克勞斯。